# Route nationale 776
Die Route nationale 776, kurz N 776 oder RN 776, war eine französische Nationalstraße, die von 1933 bis 1973 in drei Teilstücken zwischen Le Mont-Saint-Michel und einer Kreuzung mit der Route nationale 166 nordöstlich von Elven verlief. 1973 wurde der Abschnitt zwischen Pontorson und Rennes von der Route nationale 175 übernommen. Ihre Gesamtlänge betrug 127 Kilometer.